# Roddie Edmonds
Pour les articles homonymes, voir Edmonds.
Roddie Edmonds est un sous-officier américain, né à Knoxville, dans le Tennessee, le 20 août 1919, mort à Knoxville le 8 août 1985,.
Sergent-chef de la 106e division d'infanterie, servant au 422e régiment d'infanterie de l'armée américaine pendant la Seconde Guerre mondiale, il est fait prisonnier de guerre. Il devient responsable des autres prisonniers américains dans le Stalag IX-A, camp de prisonniers de guerre en Allemagne.
Au risque de sa vie, il a refusé de livrer ses camarades Juifs aux nazis, en répondant à l'officier allemand : « Nous sommes tous Juifs ». Il a ainsi évité à environ 200 Juifs d'être séparés des autres et emmenés en camp d'extermination pour une mort probable,,,.
Pour avoir ainsi défendu les soldats Juifs dans le camp de prisonniers, Roddie Edmonds, chrétien, reçoit le titre de Juste parmi les nations, la plus haute distinction civile d'Israël, décernée aux non-juifs qui ont risqué leur vie pour sauver des Juifs pendant l'Holocauste. Parmi les 25 000 personnes ayant reçu cette distinction, Edmonds est le cinquième et dernier américain à la recevoir, et le seul des cinq à avoir été en service actif pendant la Seconde Guerre mondiale. Son action a fait l'objet d'un discours politiquement sensible de Barack Obama à l'ambassade d'Israël à Washington,,,,.

## Biographie

### Famille et jeunesse
Roderick W. Roddie Edmonds est né en 1919 à Knoxville, dans le Tennessee. Il est diplômé de Knoxville High en 1938. Il a trois frères : Thomas Shake Edmonds Jr., Leon Edmonds, et Robert Edmonds,,.

### Seconde Guerre mondiale, bataille des Ardennes

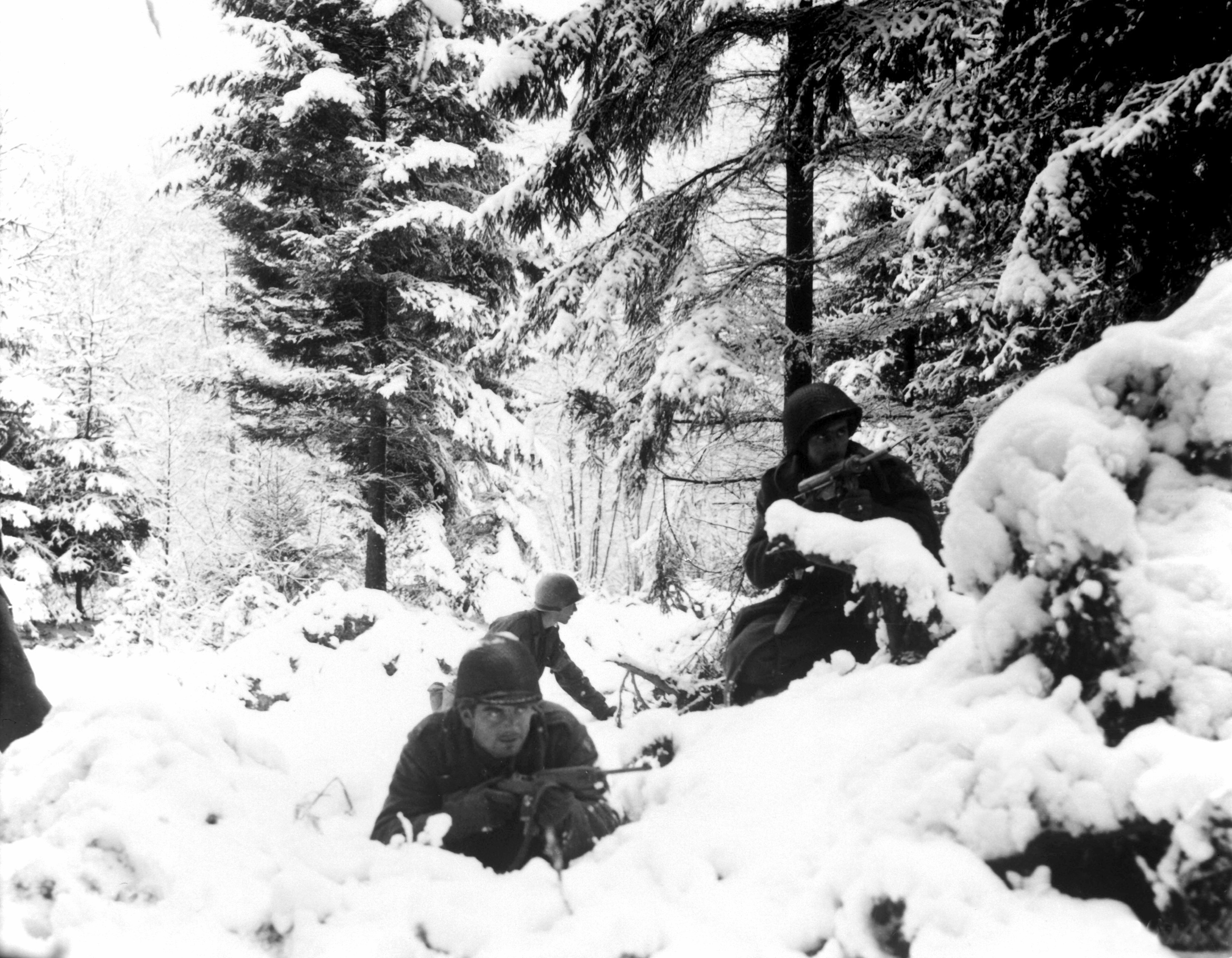
Deux soldats américains pendant la bataille des Ardennes.

Pendant la Seconde Guerre mondiale, après l'entrée des États-Unis, Roddie Edmonds, encadrant des effectifs peu expérimentés, participe au débarquement sur le théâtre européen des opérations. Il parvient en décembre 1944 au front, sur la zone de combats, avec la 106e division d'infanterie. Il y arrivent cinq jours après le déclenchement de la bataille des Ardennes, due à la massive contre-offensive allemande.

### Prisonnier de guerre
Au cours de cette bataille, Edmonds est fait prisonnier le 19 décembre 1944 par les forces nazies. Il est envoyé comme prisonnier de guerre au Stalag IX-B. Il est transféré peu après, avec d'autres effectifs, dans un autre camp de prisonniers : le Stalag IX-A, près de Ziegenhain, en Rhénanie-Palatinat. Étant le plus âgé des sous-officiers dans ce nouveau camp, le sergent-chef Edmonds devient le responsable des 1 275 prisonniers de guerre américains,,,.

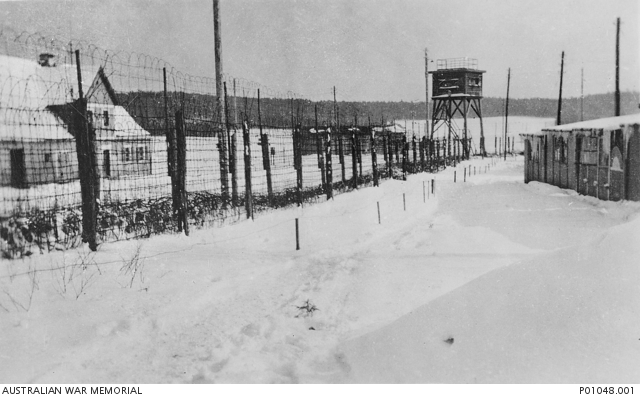
Un Stalag en Allemagne sous la neige.

Le premier jour dans ce camp, le 27 janvier 1945, alors que la défaite allemande apparaît inéluctable, le commandant allemand Siegmann ordonne à Edmonds de dire seulement aux militaires juifs américains de se présenter au rassemblement du lendemain matin pour pouvoir être séparés des autres prisonniers,,,,.

### «Nous sommes tous Juifs»
Au lieu de cela, Edmonds ordonne le lendemain matin à tous les 1 275 prisonniers américains de se rassembler devant les baraquements. Le commandant allemand, furieux, se précipite en braquant son pistolet sur la tempe d'Edmonds et lui demande d'identifier les soldats Juifs sous ses ordres. Mais Edmonds lui répond « Nous sommes tous Juifs ici » (“We are all Jews here”). Il dit aussi au commandant que s'il voulait tuer les Juifs il devrait tuer tous les prisonniers, et l'avertit que s'il maltraite un de ses hommes, il ferait l'objet d'une enquête et serait poursuivi pour crime de guerre après le conflit, la Convention de Genève ne demandant aux prisonniers que de dire leur nom, leur grade et leur matricule ; il n'est pas prévu de mentionner la religion, et Edmonds refuse de l'indiquer. Le commandant comprend alors qu'il est dans une impasse, recule et quitte la scène,,,,,.
L'action d'Edmonds est estimée avoir sauvé jusqu'à 200 soldats juifs américains d'une mort probable,,,,. Edmonds survit à cent jours de captivité, puis retourne chez lui après la guerre, mais ne parle à personne de ce qui s'est passé dans le camp, et garde le fait pour lui,,,,.

### Après-guerre
Edmonds n'a jamais parlé à sa famille de l'événement dans le camp. Après la guerre, il reprend du service pour la guerre de Corée. Il meurt dans sa maison de Knoxville le 8 août 1985, sans avoir reçu aucune reconnaissance officielle, citation ou médaille pour sa défense des prisonniers juifs,,,,.

## Reconnaissance posthume
Jusqu'en février 2017, l'action d'Edmonds n'a jamais fait l'objet de reconnaissance officielle de la part du gouvernement américain,.

### Témoignages
Après sa mort en 1985, la veuve d'Edmonds donne à leur fils, le révérend baptiste Chris Edmonds, deux journaux que son père avait tenus dans le camp de prisonniers. Le Rév. Edmonds commence à s'intéresser à l'histoire, et tombe sur la mention d'un événement dans le camp. Le jeune Edmonds retrouve quelques-uns des soldats Juifs que son père avait sauvés, et ceux-ci livrent alors leur témoignage à l'Institut Yad Vashem. Parmi les prisonniers juifs sauvés figure l'animateur de télévision Sonny Fox (en), qui témoigne lui aussi, et parle des actions d'Edmonds dans des interviews,,.

### Reconnu Juste parmi les nations, hommage d'Obama

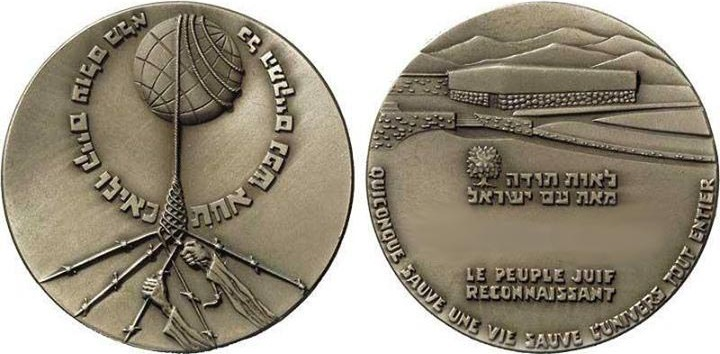
Médaille de Juste parmi les nations.

Le 10 février 2015, Yad Vashem reconnaît Roddie Edmonds comme Juste parmi les nations, distinction la plus éminente de l'État d'Israël pour honorer les non-juifs ayant risqué leur vie pour sauver des Juifs pendant la Shoah. La cérémonie de reconnaissance a lieu le 27 janvier 2016, à l'ambassade d'Israël à Washington.
Au cours de cette cérémonie, le président Barack Obama rend hommage à Edmonds et le félicite pour son action dépassant et surpassant le simple accomplissement du devoir, et répercute l'appel d'Edmonds à la solidarité avec les Juifs. Chris Edmonds reçoit au nom de son père la médaille des Justes et le diplôme d'honneur des mains de l'ambassadeur d'Israël, Ron Dermer, et du président du conseil de Yad Vashem, Rabbi Israel Meir Lau,,,,,,.

« Edmonds paraissait être un militaire américain ordinaire, mais il avait un extraordinaire sens des responsabilités, et de dévouement pour ses frères humains »

— Avner Shalev, président de Yad Vashem.

### Démarches pour la Medal of Honor
Chris Edmonds espère que son père recevra la Medal of Honor pour son acte de bravoure dans le camp. Mais la position initiale de l'armée américaine est que la récompense ne peut pas être accordée, Edmonds étant alors prisonnier, donc non combattant,,,.
Pour contourner cet obstacle, le 23 mars 2016, le rév. Jimmy Duncan dépose à la Chambre des représentants la note H.R.4863, en faveur de l'octroi  de la Medal of Honor. La proposition initiale est de récompenser Edmonds avec une des deux plus éminentes récompenses civiles des États-Unis. La demande est transmise à  la Commission des forces armées de la Chambre des représentants des États-Unis, d'où elle est transférée le 5 avril 2016 au Sous-comité du personnel militaire. Au 11 avril 2018, la proposition est encore au sous-comité ; le propos en a changé, en ce qu'il autoriserait « le président à récompenser de la Medal of Honor le sergent-chef Roddie Edmonds... pour des actes de courage pendant la Seconde Guerre mondiale pour sauver la vie de plus de 200 Juifs membres des forces armées »,.
Au Sénat américain, quatre sénateurs déposent le 13 février 2017 une requête pour que le sergent-chef Edmonds soit récompensé de la Médaille d'or du Congrès,,.
Les démarches sont relancées le 21 avril 2021, par le représentant américain Tim Burchett présentant le « Master Sergeant Roddie Edmonds Congressional Gold Medal Act ». Un projet de loi est également de nouveau présenté au Sénat.

### Autres hommages
Une plaque commémorative en l'honneur de Roddie Edmonds est érigée à Knoxville le 15 novembre 2020. Elle est offerte par la Jewish American Society for Historic Preservation, avec le soutien de la Knoxville Jewish Alliance.